# Międzynarodowa Nagroda Ibsenowska
Międzynarodowa Nagroda Ibsenowska (norw. Den internasjonale Ibsenprisen) − nagroda literacka ufundowana w 2008 roku przez państwo norweskie przyznawana twórcom, organizacjom lub instytucjom, które przyczyniły się do rozwoju światowej dramaturgii i teatru. 
Laureat ogłaszany jest 20 marca, w dzień urodzin Henryka Ibsena i otrzymuje nagrodę w wysokości 2,5 miliona norweskich koron. Nagrodę przyznaje się co dwa lata, a wręczana jest podczas Festiwalu Ibsenowskiego odbywającego się na deskach Teatru Narodowego w Oslo.

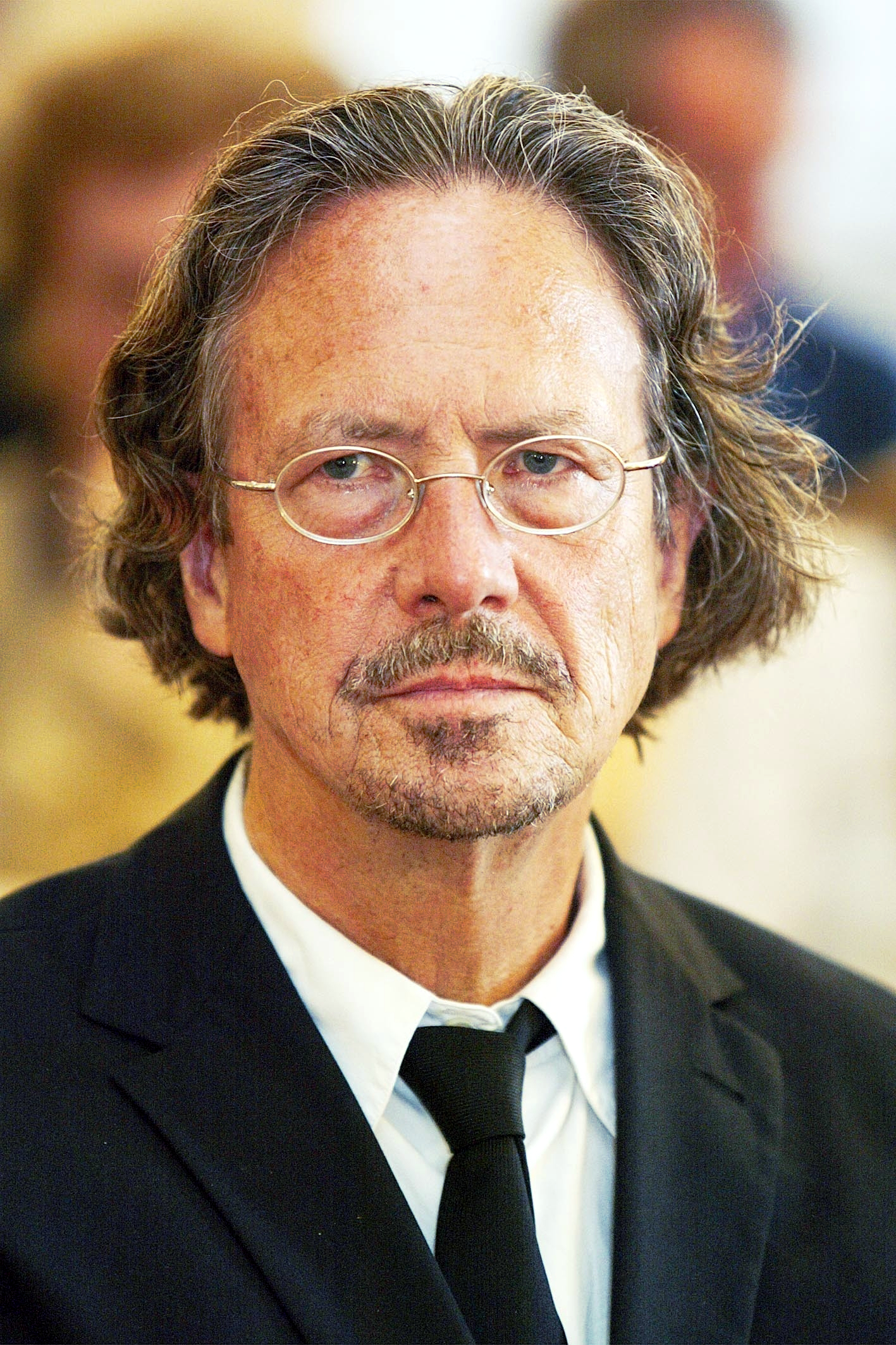
Peter Handke, laureat nagrody w 2014 roku

## Laureaci
- 2008: Peter Brook
- 2009: Ariane Mnouchkine
- 2010: Jon Fosse
- 2012: Heiner Goebbels
- 2014: Peter Handke
- 2016: Forced Entertainment
- 2018: Christoph Marthaler
- 2020: Taylor Mac
- 2022: Back to Back Theatre[3]